# Ludwig Fellner
Ludwig Fellner (* 3. Juli 1917 in Dettenheim; † 16. Mai 2006 in Königsbach an der Weinstraße) war ein deutscher Landschaftsmaler.

## Leben
Ludwig Fellner wurde 1917 im mittelfränkischen Dettenheim, heute eingemeindet nach Weißenburg (Landkreis Weißenburg-Gunzenhausen), geboren. Nach seinem Studium an der Freien Akademie in Mannheim und der Landeskunstschule Hamburg unternahm er zahlreiche Studienreisen in Europa. Bei Aufenthalten an der Internationalen Sommerakademie für Bildende Kunst in Salzburg genoss er Unterricht bei Oskar Kokoschka und Marcello Mascherini, außerdem besuchte er die Europäische Akademie der Schönen Künste in Luxemburg sowie die Freskoschule in Bozen.
Fellner, dessen Techniken Öl, Aquarell und Serigrafie waren, wurde bekannt durch seine kraftvoll umgesetzten Landschaftsmotive aus Skandinavien, Frankreich, England und der Mittelmeerregion. In den Jahren nach 1980 beschränkte er sich im Wesentlichen auf die Pfalz. Er verstarb 2006 im Alter von 88 Jahren an seinem Wohnort Königsbach, einem Ortsteil von Neustadt an der Weinstraße.

## Mitgliedschaften
Fellner war Mitglied bei der Arbeitsgemeinschaft Pfälzer Künstler, in der Südpfälzischen Kunstgilde, in der Gesellschaft der Heinrich-von-Zügel-Freunde (Gildemeister 1971–1979), in der Künstlergilde Buslat, Schloss Bauschlott (Vorsitzender 1962–1964, Organisator der 1. Großen Gilde-Ausstellung) und in der Pfälzer Künstlergenossenschaft.

## Bilderankäufe
Werke von Fellner befinden sich nicht nur in Privathand, sondern auch im Eigentum der Bundesrepublik Deutschland, der Länder Rheinland-Pfalz und Baden-Württemberg sowie der Galerien von Kaiserslautern und Stuttgart.

## Ausstellungen
- 1. bis 22. Juli 2007: Gedächtnisausstellung zum 90. Geburtstag durch die Fördergemeinschaft Herrenhof Mußbach im Herrenhof, Neustadt-Mußbach[1]